# Ägget och jag
Ägget och jag är en amerikansk komedifilm från 1947 i regi av Chester Erskine.

## Handling
Storstadsborna Bob och Betty har precis gift sig och under bröllopsnatten berättar Bob att han köpt en hönsfarm ute på landsbygden.

## Rollista
- Claudette Colbert - Betty MacDonald
- Fred MacMurray - Bob MacDonald
- Marjorie Main - Phoebe 'Ma' Kettle
- Louise Allbritton - Harriet Putnam
- Percy Kilbride - Frank 'Pa' Kettle
- Richard Long - Tom Kettle
- Billy House - Billy
- Ida Moore - gamla damen
- Donald MacBride - Mr. Henty
- Samuel S. Hinds - sheriffen
- Esther Dale - Birdie Hicks
- Elisabeth Risdon - Bettys mor